# Heteroneurum argutum
Heteroneurum argutum là một loài thực vật có mạch trong họ Lomariopsidaceae. Loài này được (Fée) C. Presl mô tả khoa học đầu tiên năm 1851.